# Daniel Berlin krog
Daniel Berlin krog var en restaurang i Skåne-Tranås som omnämnts i Michelinguiden.
Krogen öppnade hösten 2009 efter att Daniel Berlin tagit över Lennart Brummers Brummers krog.  Menyn var svensk-fransk i form av avsmakningsmenyer. Den lilla matsalen rymde fyra bord och max 16 gäster. 
År 2016 fick restaurangen en stjärna i den prestigefyllda Guide Michelin, något som 2018 utökades till två stjärnor.
Krogen stängde den 30 september 2020..  Daniel Berlin öppnade 2023 Vyn Restaurant utanför Gislöv på Österlen.

## Bildgalleri

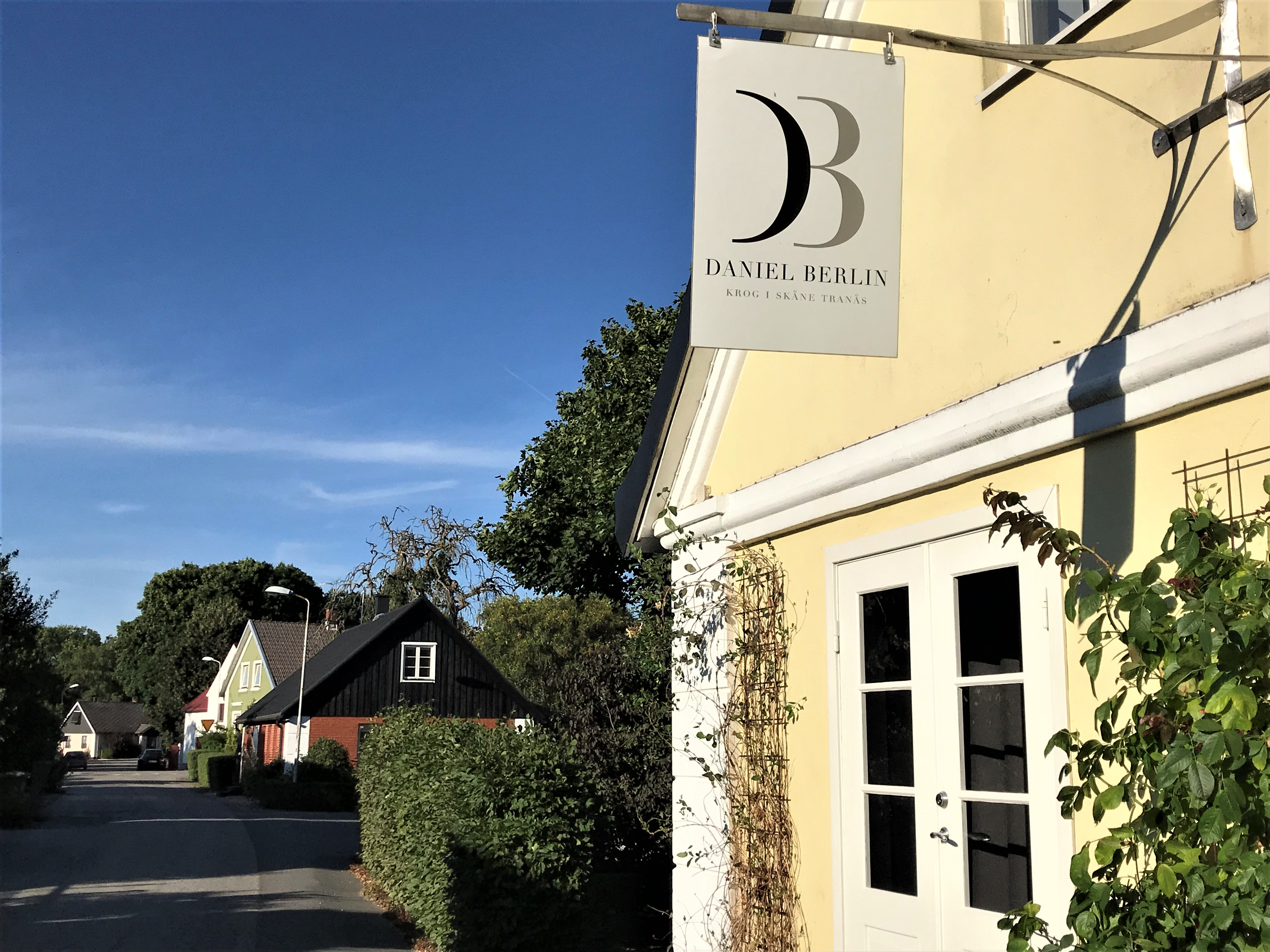
Vy från Diligensvägen 21 mot Tranesvägen
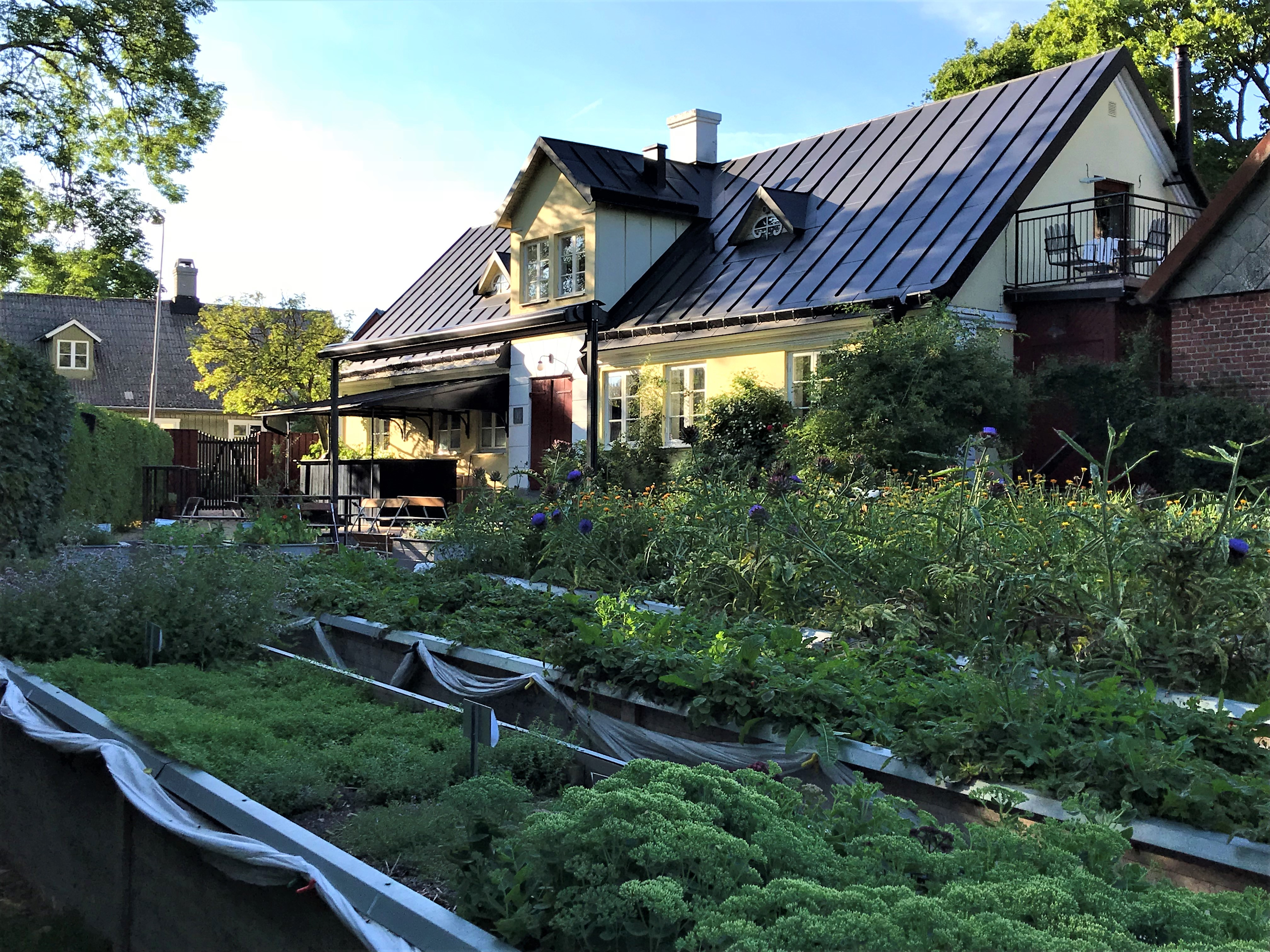
Köksträdgården på baksidan
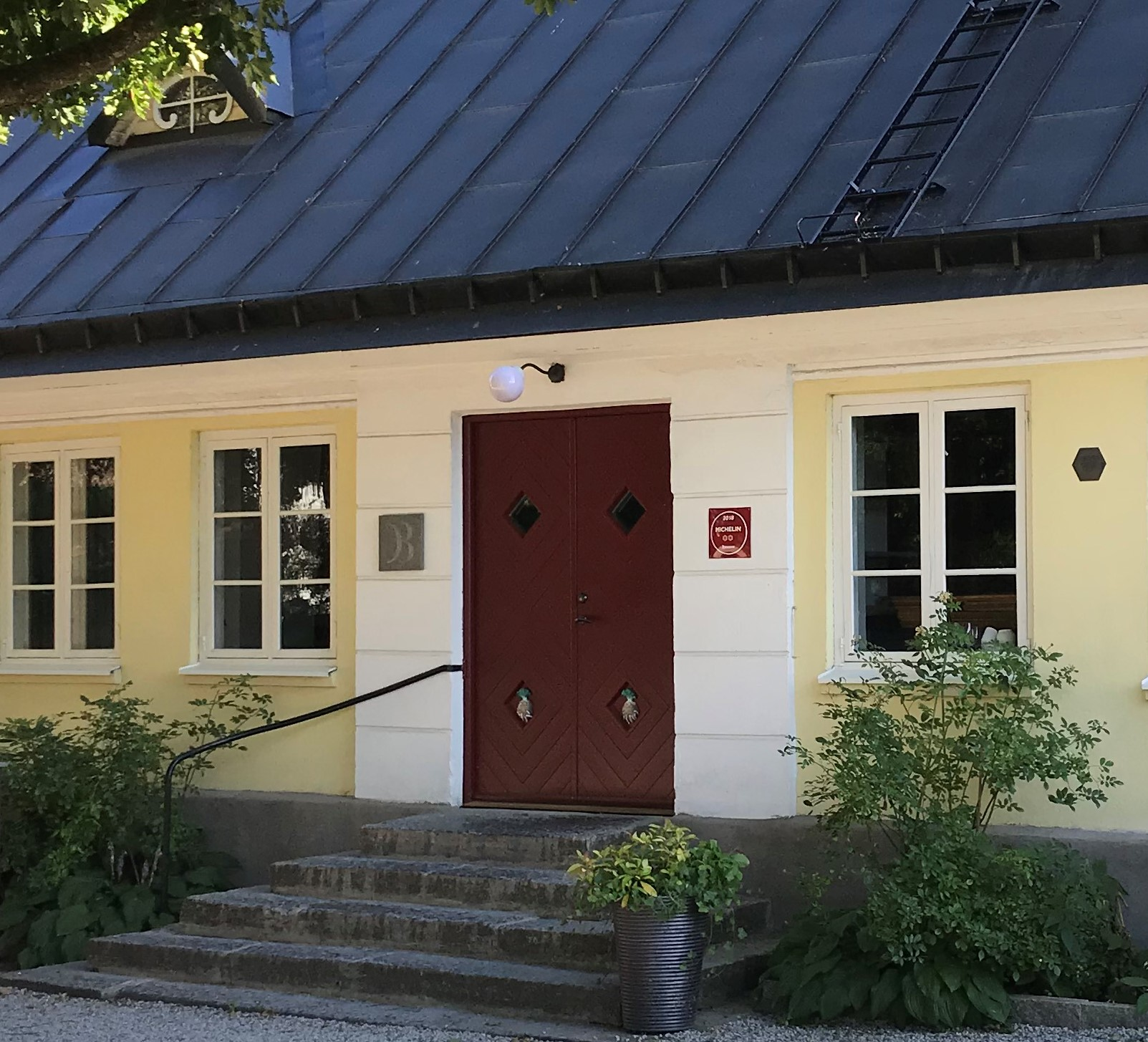
Entrén